# Grönland-Vertrag
Der Grönland-Vertrag vom 13. März 1984 beendete die Anwendung der Europäischen Verträge auf das Gebiet Grönlands und stellte nach dem Muster der für die überseeischen Hoheitsgebiete geltenden Regelungen besondere Beziehungen zwischen Grönland und der Europäischen Wirtschaftsgemeinschaft her, die 1993 auf die Europäische Gemeinschaft übergingen.

## Hintergrund
Als das Königreich Dänemark 1973 der Europäischen Wirtschaftsgemeinschaft beitrat, wurde Grönland als Bestandteil des Königreichs automatisch ebenfalls Mitglied. Bei der entsprechenden dänischen Volksabstimmung am 2. Oktober 1972 stimmte aber eine große Mehrheit der Grönländer gegen den Beitritt zur Europäischen Wirtschaftsgemeinschaft. Dies verschärfte die bereits seit Beginn der 1960er-Jahre bestehenden Spannungen und die Forderung nach Selbstverwaltung (grönländisch Hjemmestyre), die Grönland 1979 in Form einer autonomen Nation innerhalb des Königreichs Dänemark mit eigenem Parlament und eigener Regierung erreichen konnte. Die Mitgliedschaft in der Europäischen Wirtschaftsgemeinschaft hatte zur Folge, dass europäische Hochseeflotten in den Gewässern Grönlands fischen und europäische Konzerne auf Grönland nach Bodenschätzen suchen konnten. Dagegen entwickelte sich eine Volksbewegung mit dem Ziel, die Mitgliedschaft in der Europäischen Wirtschaftsgemeinschaft zu beenden. 
Am 23. Februar 1982 fand in Grönland ein Referendum über den Verbleib in der Europäischen Wirtschaftsgemeinschaft statt, in dessen Folge ein Austritt aus der EG beschlossen wurde. Dieser wurde mit Inkrafttreten des Grönland-Vertrags am 1. Januar 1985 vollzogen. Grönland genießt in der EU allerdings weiterhin den zollrechtlichen Status eines „assoziierten überseeischen Landes“.